# Hobol (Hungria)
Hobol é um município da Hungria, situado no condado de Baranya. Tem 18,27 km² de área e sua população em 2019 foi estimada em 923 habitantes.